# Coupe de la Ligue japonaise de football 1999
Navigation
Coupe de la Ligue 1998 Coupe de la Ligue 2000
La coupe de la Ligue japonaise 1999 est la 7e édition de la Coupe de la Ligue japonaise, organisée par la J.League, elle oppose les 16 équipes de J.League 1 et les 11 équipes de J.League 2 du 7 avril 1999 au 3 novembre 1999.
Le vainqueur se qualifie pour la Coupe Suruga Bank.

## Format
Les 16 équipes évoluant en J.League 1 1999 et les 10 équipes de J.League 2 1999 participent au tournoi en match aller-retour.
Le Júbilo Iwata, Kashima Antlers, Shimizu S-Pulse, Nagoya Grampus Eight, Urawa Red Diamonds, JEF United Ichihara  participent à partir du 2e tour préliminaire.

## Tour préliminaire

### 1ertour préliminaire
| Équipe                | Aller | Total | Retour  | Équipe                  |
| --------------------- | ----- | ----- | ------- | ----------------------- |
| Consadole Sapporo (2) | 1 - 0 | 1 - 3 | 0 - 3   | Avispa Fukuoka (1)      |
| Albirex Niigata (2)   | 0 - 3 | 0 - 5 | 0 - 2   | Kashiwa Reysol (1)      |
| Sagan Tosu (2)        | 0 - 3 | 0 - 5 | 0 - 2   | Cerezo Osaka (1)        |
| Montedio Yamagata (2) | 0 - 5 | 1 - 9 | 1 - 4   | Kyoto Purple Sanga (1)  |
| Ventforet Kōfu (2)    | 0 - 2 | 1 - 3 | 1 - 1   | Verdy Kawasaki (1)      |
| FC Tokyo (2)          | 1 - 1 | 3 - 2 | 2 - 1ap | Vissel Kobe (1)         |
| Omiya Ardija (2)      | 1 - 1 | 1 - 4 | 0 - 3   | Yokohama F. Marinos (1) |
| Vegalta Sendai (2)    | 1 - 2 | 2 - 6 | 1 - 4   | Sanfrecce Hiroshima (1) |
| Kawasaki Frontale (2) | 1 - 3 | 2 - 3 | 1 - 0   | Gamba Osaka (1)         |
| Oita Trinita (2)      | 2 - 1 | 2 - 1 | 0 - 0   | Shonan Bellmare (1)     |

### 2etour préliminaire
| Équipe                  | Aller | Total | Retour  | Équipe                   |
| ----------------------- | ----- | ----- | ------- | ------------------------ |
| Verdy Kawasaki (1)      | 0 - 3 | 2 - 7 | 2 - 4   | Nagoya Grampus Eight (1) |
| Cerezo Osaka (1)        | 0 - 2 | 2 - 3 | 2 - 1ap | Kashiwa Reysol (1)       |
| Sanfrecce Hiroshima (1) | 2 - 3 | 2 - 4 | 0 - 1   | Yokohama F. Marinos (1)  |
| Oita Trinita (2)        | 1 - 0 | 2 - 3 | 1 - 3   | Urawa Red Diamonds (1)   |
| FC Tokyo (2)            | 1 - 2 | 5 - 3 | 4 - 1   | JEF United Ichihara (1)  |
| Kyoto Purple Sanga (1)  | 1 - 0 | 1 - 2 | 0 - 2ap | Shimizu S-Pulse (1)      |
| Gamba Osaka (1)         | 1 - 1 | 1 - 2 | 0 - 1   | Kashima Antlers (1)      |
| Avispa Fukuoka (1)      | 1 - 1 | 1 - 2 | 0 - 1   | Júbilo Iwata (1)         |

## Phase finale
|  | Quarts de finale     | Quarts de finale     | Quarts de finale | Quarts de finale |                      |                      | Demi-finales | Demi-finales | Demi-finales | Demi-finales |  |  | Finale                          | Finale | Finale | Finale |
|  |                      |                      |                  |                  |                      |                      |              |              |              |              |  |  |                                 |        |        |        |
|  |                      |                      |                  |                  |                      |                      |              |              |              |              |  |  | Stade olympique national, Tokyo |        |        |        |
|  |                      |                      |                  |                  |                      |                      |              |              |              |              |  |  |                                 |        |        |        |
|  | Nagoya Grampus Eight | Nagoya Grampus Eight | 3                | 0                |                      |                      |              |              |              |              |  |  |                                 |        |        |        |
|  | Nagoya Grampus Eight | Nagoya Grampus Eight | 3                | 0                |                      |                      |              |              |              |              |  |  |                                 |        |        |        |
|  | Shimizu S-Pulse      | Shimizu S-Pulse      | 2                | 0                |                      |                      |              |              |              |              |  |  |                                 |        |        |        |
|  | Shimizu S-Pulse      | Shimizu S-Pulse      | 2                | 0                | Nagoya Grampus Eight | Nagoya Grampus Eight | 1            | 2            |              |              |  |  |                                 |        |        |        |
|  |                      |                      |                  |                  | Nagoya Grampus Eight | Nagoya Grampus Eight | 1            | 2            |              |              |  |  |                                 |        |        |        |
|  |                      |                      | Kashiwa Reysol   | Kashiwa Reysol   | 3                    | 1                    |              |              |              |              |  |  |                                 |        |        |        |
|  | Kashiwa Reysol       | Kashiwa Reysol       | Kashiwa Reysol   | Kashiwa Reysol   | 3                    | 1                    | 1            | 2            |              |              |  |  |                                 |        |        |        |
|  | Kashiwa Reysol       | Kashiwa Reysol       |                  |                  |                      |                      |              | 2            |              |              |  |  |                                 |        |        |        |
|  | Júbilo Iwata         | Júbilo Iwata         | 1                | 0                |                      |                      |              |              |              |              |  |  |                                 |        |        |        |
|  | Júbilo Iwata         | Júbilo Iwata         | 1                | 0                | Kashiwa Reysol       | Kashiwa Reysol       | 2tab(5)      | 2tab(5)      |              |              |  |  |                                 |        |        |        |
|  |                      |                      |                  |                  | Kashiwa Reysol       | Kashiwa Reysol       | 2tab(5)      | 2tab(5)      |              |              |  |  |                                 |        |        |        |
|  |                      |                      | Kashima Antlers  | Kashima Antlers  | 2tab(4)              | 2tab(4)              |              |              |              |              |  |  |                                 |        |        |        |
|  | Urawa Red Diamonds   | Urawa Red Diamonds   | Kashima Antlers  | Kashima Antlers  | 2tab(4)              | 2tab(4)              | 2            | 0            |              |              |  |  |                                 |        |        |        |
|  | Urawa Red Diamonds   | Urawa Red Diamonds   |                  |                  |                      |                      |              |              |              |              |  |  |                                 |        |        |        |
|  | Kashima Antlers      | Kashima Antlers      | 0                | 3ap              |                      |                      |              |              |              |              |  |  |                                 |        |        |        |
|  | Kashima Antlers      | Kashima Antlers      | 0                | 3ap              | Kashima Antlers      | Kashima Antlers      | 2            | 1            |              |              |  |  |                                 |        |        |        |
|  |                      |                      |                  |                  | Kashima Antlers      | Kashima Antlers      | 2            | 1            |              |              |  |  |                                 |        |        |        |
|  |                      |                      | FC Tokyo         | FC Tokyo         | 0                    | 1                    |              |              |              |              |  |  |                                 |        |        |        |
|  | Yokohama F. Marinos  | Yokohama F. Marinos  | FC Tokyo         | FC Tokyo         | 0                    | 1                    | 0            | 2            |              |              |  |  |                                 |        |        |        |
|  | Yokohama F. Marinos  | Yokohama F. Marinos  |                  |                  |                      |                      |              | 2            |              |              |  |  |                                 |        |        |        |
|  | FC Tokyo             | FC Tokyo             | 3                | 0                |                      |                      |              |              |              |              |  |  |                                 |        |        |        |
|  | FC Tokyo             | FC Tokyo             | 3                | 0                |                      |                      |              |              |              |              |  |  |                                 |        |        |        |
|  |                      |                      |                  |                  |                      |                      |              |              |              |              |  |  |                                 |        |        |        |

### Quarts de finale
| Équipe                   | Aller | Total | Retour  | Équipe              |
| ------------------------ | ----- | ----- | ------- | ------------------- |
| Yokohama F. Marinos (1)  | 0 - 3 | 2 - 3 | 2 - 0   | FC Tokyo (2)        |
| Urawa Red Diamonds (1)   | 2 - 0 | 2 - 3 | 0 - 3ap | Kashima Antlers (1) |
| Kashiwa Reysol (1)       | 1 - 1 | 3 - 1 | 2 - 0   | Júbilo Iwata (1)    |
| Nagoya Grampus Eight (1) | 3 - 2 | 3 - 2 | 0 - 0   | Shimizu S-Pulse (1) |

### Demi-finales
| Équipe                   | Aller | Total | Retour | Équipe             |
| ------------------------ | ----- | ----- | ------ | ------------------ |
| Kashima Antlers (1)      | 2 - 0 | 3 - 1 | 1 - 1  | FC Tokyo (2)       |
| Nagoya Grampus Eight (1) | 1 - 3 | 3 - 4 | 2 - 1  | Kashiwa Reysol (1) |

### Finale
| Mercredi 3 novembre 1999             | Kashiwa Reysol (1)                                      | 2 - 2                 | Kashima Antlers (1)                                 | Stade olympique national, Tokyo                   |                                                   |
| 14h00 (UTC+9) (6h00 heure française) | Ono 5e · Watanabe 89e                                   | (1 - 0, 2 - 2, 2 - 2) | 62e Bismarck · 64e Abe                              | Spectateurs : 35 238 Arbitrage : Hiroyuki Umemoto | Spectateurs : 35 238 Arbitrage : Hiroyuki Umemoto |
| 14h00 (UTC+9) (6h00 heure française) | Hagimura 44e · Badea 72e · Kitajima 82e · Hasegawa 111e | Rapport               | 21e, 87e Bismarck ·                                 | Spectateurs : 35 238 Arbitrage : Hiroyuki Umemoto | Spectateurs : 35 238 Arbitrage : Hiroyuki Umemoto |
| 14h00 (UTC+9) (6h00 heure française) | Shimotaira · Kato · Kitajima · Sakai · Ono · Hagimura   | Tirs au but 5 - 4     | Abe · Suzuki · Honda · Soma · Narahashi · Ogasawara | Spectateurs : 35 238 Arbitrage : Hiroyuki Umemoto | Spectateurs : 35 238 Arbitrage : Hiroyuki Umemoto |

## Statistiques

### Meilleurs buteurs
|                    | Buteur         | Club                 | Buts | MJ |
| ------------------ | -------------- | -------------------- | ---- | -- |
| Médaille d'or      | Wágner Lopes   | Nagoya Grampus Eight | 4    | 6  |
| Médaille d'argent  | Paulo Silas    | Kyoto Purple Sanga   | 3    | 4  |
| Médaille de bronze | Hwang Sun-hong | Cerezo Osaka         | 3    | 2  |
| 4                  | Shoji Jo       | Yokohama F. Marinos  | 3    | 6  |
| 5                  | Tōru Kaburagi  | FC Tokyo             | 3    | 6  |